# Paulina Rubio

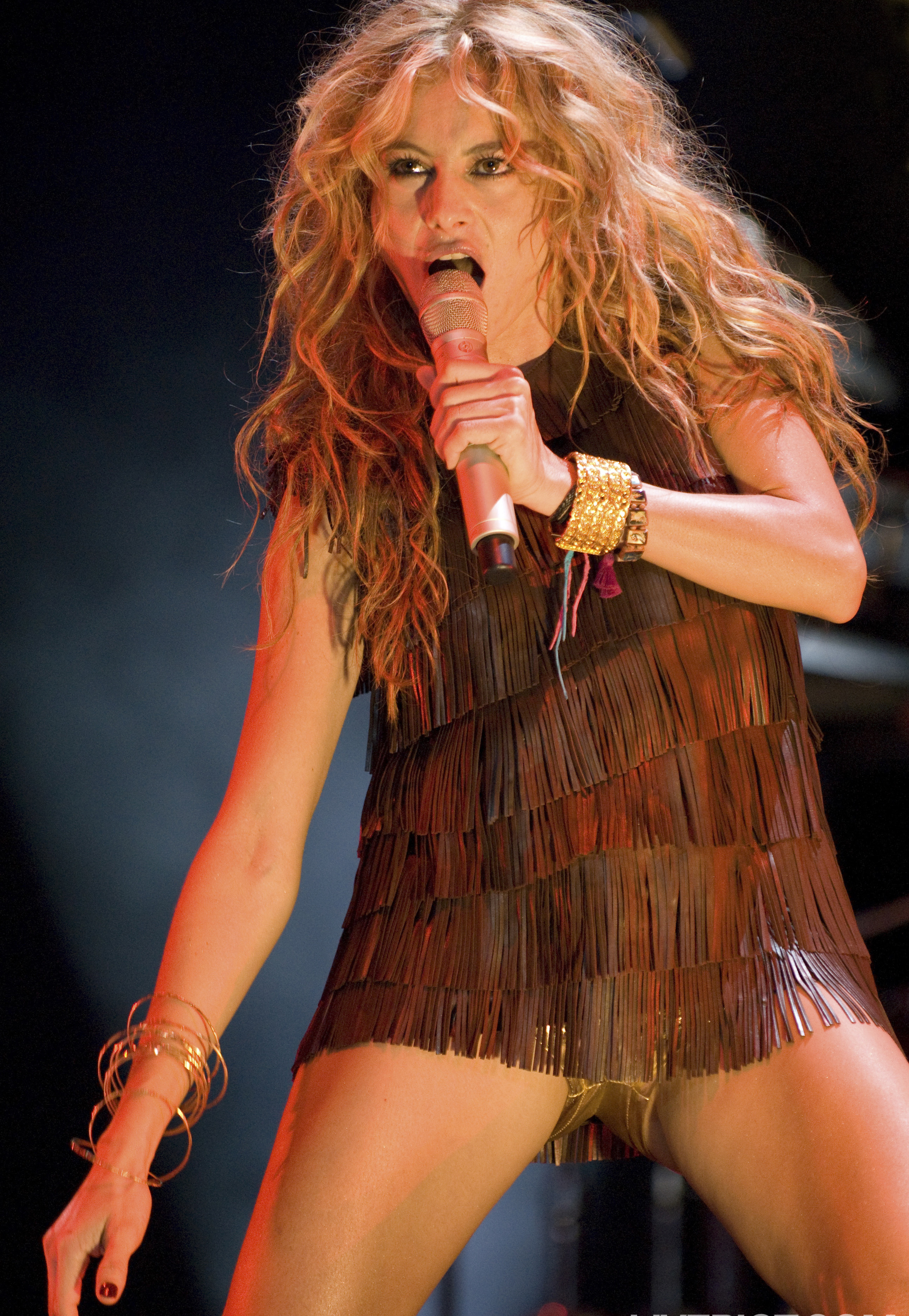
Paulina Rubio (2007)

Paulina Rubio Dosamantes (* 17. Juni 1971 in Mexiko-Stadt) ist eine mexikanische Sängerin des Latin Pop.

## Leben und Wirken
Rubio ist die Tochter von Susana Dosamantes, einer mexikanischen Schauspielerin. Ihr Vater Enrique Rubio stammt aus A Coruña in Galicien. Ihr Stiefvater ist der spanische Architekt Ricardo Bofill. Ihre Musik ist hauptsächlich in Spanien, Lateinamerika und in den USA unter der Spanisch sprechenden Bevölkerung populär.
Sie begann ihre Karriere 1980 im Alter von neun Jahren. Ihren Debütauftritt hatte sie mit einer Musikgruppe namens Timbiriche, der sie von 1982 bis 1991 angehörte und mit der sie circa zehn Kassetten aufnahm. In derselben Gruppe sang von 1986 bis 1989 auch die Sängerin und Schauspielerin Sasha Sökol.
Danach begann Rubio, als Schauspielerin in Telenovelas im mexikanischen Fernsehen aufzutreten. Ihre erste Fernsehrolle spielte sie 1988 in der Serie Pasión y Poder (Leidenschaft und Macht).
Im Jahre 1991 verließ Rubio Timbiriche und konzentrierte sich auf ihre Solokarriere. Im selben Jahr spielte sie in Baila Conmigo. 1994 hatte sie ihren ersten Auftritt im mexikanischen Kino in dem Film Bésame en la Boca und 1995 in Pobre Niña Rica.
1992 veröffentlichte sie ihre erste Solo-CD La Chica Dorada, 1993 24 Kilates, 1995 El Tiempo es Oro, 1996 Planeta Paulina und 2000 Paulina. Das Album Paulina wurde bei Latin Grammy Awards 2000 für einen Grammy nominiert. Im Jahre 2002 veröffentlichte sie mit Border Girl ihr erstes englischsprachiges Album. Mit ihrem 2004 erschienenen Album Pau-latina erhielt Rubio das spanische Äquivalent zum Grammy, den Premio Lo Nuestro als beste Künstlerin des Jahres.
Rubio lebt in der von ihrem Stiefvater umgebauten Zementfabrik „La Fábrica“ in der Nähe von Barcelona.

## Diskografie

### Alben
| Jahr | Titel                          | Höchstplatzierung, Gesamtwochen, AuszeichnungChartplatzierungen (Jahr, Titel, Platzierungen, Wochen, Auszeichnungen, Anmerkungen) | Höchstplatzierung, Gesamtwochen, AuszeichnungChartplatzierungen (Jahr, Titel, Platzierungen, Wochen, Auszeichnungen, Anmerkungen) | Höchstplatzierung, Gesamtwochen, AuszeichnungChartplatzierungen (Jahr, Titel, Platzierungen, Wochen, Auszeichnungen, Anmerkungen) | Höchstplatzierung, Gesamtwochen, AuszeichnungChartplatzierungen (Jahr, Titel, Platzierungen, Wochen, Auszeichnungen, Anmerkungen) | Höchstplatzierung, Gesamtwochen, AuszeichnungChartplatzierungen (Jahr, Titel, Platzierungen, Wochen, Auszeichnungen, Anmerkungen) | Anmerkungen                                |
| Jahr | Titel                          | CH | US | Latin | ES | MX | Anmerkungen                                |
| ---- | ------------------------------ | --- | --- | --- | --- | --- | ------------------------------------------ |
| 1992 | La Chica Dorada                | — | — | Latin42 (3 Wo.)Latin | — | — | Erstveröffentlichung: 20. Oktober 1992     |
| 2000 | Paulina                        | — | US156 (15 Wo.)US | Latin1 ×8Achtfachplatin · (99 Wo.)Latin                                                                                           | ES— GoldES | MX— ×4VierfachplatinMX | Erstveröffentlichung: 23. Mai 2000         |
| 2001 | I’m So In Love: Grandes Exitos | — | — | Latin75 (1 Wo.)Latin | — | MX— PlatinMX | Erstveröffentlichung: 20. November 2001    |
| 2002 | Border Girl                    | CH95 (4 Wo.)CH | US11 Gold · (10 Wo.)US | — | ES— PlatinES | — | Erstveröffentlichung: 18. Juni 2002        |
| 2004 | Pau-Latina                     | — | US105 (8 Wo.)US | Latin1 ×2Doppelplatin · (49 Wo.)Latin                                                                                             | — | MX— PlatinMX | Erstveröffentlichung: 10. Februar 2004     |
| 2006 | Ananda                         | — | US31 (6 Wo.)US | Latin1 ×2Doppelplatin · (19 Wo.)Latin                                                                                             | ES2 Platin · (58 Wo.)ES | MX1 Gold · (16 Wo.)MX | Erstveröffentlichung: 18. September 2006   |
| 2009 | Gran City Pop                  | — | US44 (3 Wo.)US | Latin2 (27 Wo.)Latin | ES3 Gold · (42 Wo.)ES | MX2 Gold · (26 Wo.)MX | Erstveröffentlichung: 23. Juni 2009        |
| 2009 | 6 Super Hits                   | — | — | Latin59 (8 Wo.)Latin | — | — | Erstveröffentlichung: 17. November 2009 EP |
| 2011 | Brava!                         | — | — | Latin3 (10 Wo.)Latin | ES26 (13 Wo.)ES | MX5 (7 Wo.)MX | Erstveröffentlichung: 15. November 2011    |
| 2013 | Pau-Factor                     | — | — | Latin37 (2 Wo.)Latin | — | — | Erstveröffentlichung: 25. November 2013    |
| 2018 | Deseo                          | — | — | — | ES18 (5 Wo.)ES | — | Erstveröffentlichung: 13. September 2018   |

grau schraffiert: keine Chartdaten aus diesem Jahr verfügbar
Weitere Alben
- 1993: 24 Kilates
- 1995: El Tiempo Es Oro
- 1996: Planeta Paulina
- 2008: Celebridades (DVD und MP3-Album)

### Singles
| Jahr | Titel Album                                   | Höchstplatzierung, Gesamtwochen, AuszeichnungChartplatzierungen (Jahr, Titel, Album, Platzierungen, Wochen, Auszeichnungen, Anmerkungen) | Höchstplatzierung, Gesamtwochen, AuszeichnungChartplatzierungen (Jahr, Titel, Album, Platzierungen, Wochen, Auszeichnungen, Anmerkungen) | Höchstplatzierung, Gesamtwochen, AuszeichnungChartplatzierungen (Jahr, Titel, Album, Platzierungen, Wochen, Auszeichnungen, Anmerkungen) | Höchstplatzierung, Gesamtwochen, AuszeichnungChartplatzierungen (Jahr, Titel, Album, Platzierungen, Wochen, Auszeichnungen, Anmerkungen) | Höchstplatzierung, Gesamtwochen, AuszeichnungChartplatzierungen (Jahr, Titel, Album, Platzierungen, Wochen, Auszeichnungen, Anmerkungen) | Höchstplatzierung, Gesamtwochen, AuszeichnungChartplatzierungen (Jahr, Titel, Album, Platzierungen, Wochen, Auszeichnungen, Anmerkungen) | Höchstplatzierung, Gesamtwochen, AuszeichnungChartplatzierungen (Jahr, Titel, Album, Platzierungen, Wochen, Auszeichnungen, Anmerkungen) | Anmerkungen                                             |
| Jahr | Titel Album                                   | DE | AT | CH | UK | US | Latin | ES | Anmerkungen                                             |
| ---- | --------------------------------------------- | --- | --- | --- | --- | --- | --- | --- | ------------------------------------------------------- |
| 1992 | Mio La Chica Dorada                           | — | — | — | — | — | Latin3 (17 Wo.)Latin | — | Erstveröffentlichung: 30. August 1992                   |
| 1993 | Abriendo Las Puertas Al Amor La Chica Dorada  | — | — | — | — | — | Latin9 (13 Wo.)Latin | — | Erstveröffentlichung: 20. Februar 1993                  |
| 1993 | Amor de Mujer La Chica Dorada                 | — | — | — | — | — | Latin8 (12 Wo.)Latin | — | Erstveröffentlichung: 29. Mai 1993                      |
| 1993 | Sabor a Miel La Chica Dorada                  | — | — | — | — | — | Latin22 (8 Wo.)Latin | — | Erstveröffentlichung: 12. August 1993                   |
| 1993 | Nieva Nieva 24 Kilates                        | — | — | — | — | — | Latin27 (7 Wo.)Latin | — | Erstveröffentlichung: 29. September 1993                |
| 1994 | Vuelve Junto A Mi 24 Kilates                  | — | — | — | — | — | Latin20 (7 Wo.)Latin | — | Erstveröffentlichung: März 1994                         |
| 2000 | Lo Hare Por Ti Paulina                        | — | — | — | — | — | Latin13 (10 Wo.)Latin | ES9 (4 Wo.)ES | Erstveröffentlichung: 11. Januar 2000                   |
| 2000 | El Último Adiós Paulina                       | — | — | — | — | — | Latin18 (13 Wo.)Latin | — | Erstveröffentlichung: 17. Juli 2000                     |
| 2000 | Y Yo Sigo Aqui Paulina                        | — | — | — | — | — | Latin3 (26 Wo.)Latin | ES15 (2 Wo.)ES | Erstveröffentlichung: 1. November 2000                  |
| 2001 | Yo No Soy Esa Mujer Paulina                   | — | — | — | — | — | Latin7 (26 Wo.)Latin | — | Erstveröffentlichung: 12. April 2001                    |
| 2001 | Vive El Verano Paulina                        | — | — | — | — | — | — | ES11 (11 Wo.)ES | Erstveröffentlichung: 19. Juni 2001                     |
| 2001 | Sexi Dance Paulina                            | — | — | — | — | — | Latin34 (3 Wo.)Latin | — | Erstveröffentlichung: 26. Juni 2001                     |
| 2001 | Tal Vez, Quiza Paulina                        | — | — | — | — | — | Latin42 (1 Wo.)Latin | — | Erstveröffentlichung: 24. September 2001                |
| 2002 | (Si Tu Te Vas) Don’t Say Goodbye Border Girl  | DE70 (4 Wo.)DE | AT61 (5 Wo.)AT | CH47 (9 Wo.)CH | UK68 (2 Wo.)UK | US41 (16 Wo.)US | Latin5 (24 Wo.)Latin | ES1 (9 Wo.)ES | Erstveröffentlichung: 30. April 2002                    |
| 2002 | (Todo Mi Amor) The One You Love Border Girl   | — | — | — | — | US97 (3 Wo.)US | Latin5 (26 Wo.)Latin | — | Erstveröffentlichung: 20. August 2002                   |
| 2002 | Casanova Border Girl                          | — | — | — | — | — | Latin37 (8 Wo.)Latin | — | Erstveröffentlichung: 9. Dezember 2002                  |
| 2003 | Te Quise Tanto Pau-Latina                     | — | — | — | — | — | Latin1 (27 Wo.)Latin | — | Erstveröffentlichung: 22. Dezember 2003                 |
| 2004 | Algo Tienes Pau-Latina                        | — | — | — | — | — | Latin4 (16 Wo.)Latin | — | Erstveröffentlichung: 17. Mai 2004                      |
| 2004 | Dame Otro Tequila Pau-Latina                  | — | — | — | — | — | Latin1 (24 Wo.)Latin | — | Erstveröffentlichung: 23. August 2004                   |
| 2005 | Alma En Libertad Pau-Latina                   | — | — | — | — | — | Latin39 (4 Wo.)Latin | — |                                                         |
| 2005 | Mia Pau-Latina                                | — | — | — | — | — | Latin8 (16 Wo.)Latin | — | Erstveröffentlichung: 1. April 2005                     |
| 2005 | Nada Fue Un Error Esta Mañana Y Otros Cuentos | — | — | — | — | — | Latin40 (7 Wo.)Latin | ES— ×3DreifachplatinES | mit Coti und Julieta Venegas                            |
| 2006 | Ni Una Sola Palabra Ananda                    | — | — | — | — | US98 (2 Wo.)US | Latin1 (22 Wo.)Latin | — | Erstveröffentlichung: 23. Juli 2006                     |
| 2007 | Nada Puede Cambiarme Ananda                   | — | — | — | — | — | Latin27 (8 Wo.)Latin | — | Erstveröffentlichung: 29. Januar 2007 feat. Miguel Bosé |
| 2007 | Nena Ananda                                   | — | — | — | — | — | Latin27 (8 Wo.)Latin | — | Erstveröffentlichung: 20. Februar 2007                  |
| 2007 | Ayudame Ananda                                | — | — | — | — | — | Latin36 (9 Wo.)Latin | — | Erstveröffentlichung: 4. April 2007                     |
| 2009 | Causa y Efecto Gran City Pop                  | — | — | — | — | — | Latin1 (24 Wo.)Latin | ES7 Gold · (25 Wo.)ES | Erstveröffentlichung: 30. März 2009                     |
| 2009 | Ni Rosas Ni Juguetes Gran City Pop            | — | — | — | — | — | Latin9 (20 Wo.)Latin | ES3 Platin · (40 Wo.)ES | Erstveröffentlichung: 17. August 2009                   |
| 2011 | Me Gustas Tanto Brava!                        | — | — | — | — | — | Latin1 (18 Wo.)Latin | ES4 (24 Wo.)ES | Erstveröffentlichung: 13. September 2011                |
| 2012 | Boys Will Be Boys Brava! Reload               | — | — | — | — | — | — | ES2 Gold · (27 Wo.)ES | Erstveröffentlichung: 24. März 2012                     |
| 2015 | Mi Nuevo Vicio Deseo                          | — | — | — | — | — | — | ES2 ×2Doppelplatin · (43 Wo.)ES | Erstveröffentlichung: 27. Januar 2015 mit Morat         |
| 2016 | Si Te Vas Deseo                               | — | — | — | — | — | — | ES66 (3 Wo.)ES | Erstveröffentlichung: 22. Januar 2016                   |

grau schraffiert: keine Chartdaten aus diesem Jahr verfügbar
Weitere Singles
- 1994: Él Me Engañó
- 1994: Asunto de Dos
- 1995: Te Daría Mi Vida
- 1995: Nada De Ti
- 1995: Hoy Te Dejé De Amar
- 1995: Bésame en La Boca
- 1995: Pobre Niña Rica
- 1996: Siempre Tuya Desde La Raíz
- 1996: Solo Por Ti
- 1996: Miedo
- 1997: Enamorada
- 2001: I’ll Be Right Here (Sexual Lover)
- 2012: Me Voy (mit Espinoza Paz)
- 2016: Me Quema
- 2018: Desire (Me Tienes Loquita)
- 2018: Suave y Sutil
- 2019: Ya No Me Engañas
- 2019: Si Supieran
- 2020: Tú Y Yo (mit Raymix, MX: Platin)

### Gastbeiträge
| Jahr | Titel Album                                                          | Höchstplatzierung, Gesamtwochen, AuszeichnungChartplatzierungen (Jahr, Titel, Album, Platzierungen, Wochen, Auszeichnungen, Anmerkungen) | Höchstplatzierung, Gesamtwochen, AuszeichnungChartplatzierungen (Jahr, Titel, Album, Platzierungen, Wochen, Auszeichnungen, Anmerkungen) | Höchstplatzierung, Gesamtwochen, AuszeichnungChartplatzierungen (Jahr, Titel, Album, Platzierungen, Wochen, Auszeichnungen, Anmerkungen) | Höchstplatzierung, Gesamtwochen, AuszeichnungChartplatzierungen (Jahr, Titel, Album, Platzierungen, Wochen, Auszeichnungen, Anmerkungen) | Höchstplatzierung, Gesamtwochen, AuszeichnungChartplatzierungen (Jahr, Titel, Album, Platzierungen, Wochen, Auszeichnungen, Anmerkungen) | Höchstplatzierung, Gesamtwochen, AuszeichnungChartplatzierungen (Jahr, Titel, Album, Platzierungen, Wochen, Auszeichnungen, Anmerkungen) | Höchstplatzierung, Gesamtwochen, AuszeichnungChartplatzierungen (Jahr, Titel, Album, Platzierungen, Wochen, Auszeichnungen, Anmerkungen) | Anmerkungen                              |
| Jahr | Titel Album                                                          | DE | AT | CH | UK | US | Latin | ES | Anmerkungen                              |
| ---- | -------------------------------------------------------------------- | --- | --- | --- | --- | --- | --- | --- | ---------------------------------------- |
| 2011 | Golpes En El Corazon MTV Unplugged: Los Tigres del Norte and Friends | — | — | — | — | — | Latin39 (10 Wo.)Latin | — | Los Tigres del Norte feat. Paulina Rubio |
| 2015 | Vuelve The King Is Back                                              | — | — | — | — | — | — | ES4 ×2Doppelplatin · (46 Wo.)ES | Juan Magan feat. Paulina Rubio und DCS   |